# Mario Furley Schmidt
Mário Furley Schmidt (Niterói, 2 de junho de 1959 — Niterói, 7 de janeiro de 2022) foi um professor, escritor e enxadrista brasileiro.  O Ministério da Educação comprou livros de sua autoria para distribuição em escolas públicas. A obra também foi objeto de uma polêmica com o jornalista Ali Kamel que a denunciou como voltada a propaganda ideológica.

## Biografia
Primogênito de dois filhos, filho de João Schmidt, um engenheiro alemão, e Elzita Furley Schmidt, uma professora francesa, viveu os primeiros anos no bairro de São Francisco, Niterói no estado do Rio de Janeiro. Concluiu o ensino médio no Colégio Salesiano Santa Rosa onde seu irmão Carlos Henrique concluiria um ano depois. 
Aos 14 anos, foi campeão estadual de xadrez do Rio de Janeiro. Durante a vida adulta, frequentou o Núcleo de Xadrez de Niterói, tradicional clube dedicado à prática daquele esporte. Amigos e conhecidos relatam que Schmidt demonstrava suas habilidades jogando de olhos fechados contra quatro oponentes simultaneamente. 
Em 1977 ingressou na Escola de Engenharia da Universidade Federal do Rio de Janeiro (UFRJ), onde foi colega de alguns dos integrantes da Turma do Casseta & Planeta, como Marcelo Madureira, Beto Silva e Helio de la Peña. Não concluiu o curso. Em 1984, também na UFRJ, ingressou no curso de Filosofia, onde foi aprovado em 1º lugar. Mais uma vez abandonou as aulas, três anos depois, sem se formar. Foi professor de cursos pré-vestibulares em Niterói, tendo lecionado durante muito tempo no ensino Fundamental e Médio na rede de Colégios Itapuca, em Niterói/RJ e Laplace, em São Gonçalo.
Schmidt tinha em sua biblioteca particular cerca de 50.000 volumes, uma das maiores bibliotecas particulares do país. Schmidt era filiado ao Partido dos Trabalhadores desde 23 de setembro de 1981.

### Morte
Schmidt morreu no dia 7 de janeiro de 2022 e foi sepultado no Cemitério Parque da Colina, aos 62 anos conforme informação do Parque da Colina. Fontes da imprensa registram o falecimento no dia 9 de janeiro.

## Obras
- Nova História Crítica da América [12] (1998)
- Coleção Nova História Crítica (1999)
- Nova História Crítica Moderna e Contemporânea [13] (2001)